# Односи Србије и Филипина
Односи Србије и Филипина су инострани односи Републике Србије и Републике Филипина.

## Билатерални односи
Дипломатски односи са Филипинима су успостављени 1972. године.
Амбасада Републике Србије у Џакарти (Индонезија) радно покрива Филипине.
Филипини нису признали једнострано проглашење независности Косова. Филипини су били против пријема Косова у УНЕСКО приликом гласања 2015.

### Економски односи
- У 2020. години робна размена је износила 31,4 милион долара, од чега је извоз из Србије 3,97 милиона, а увоз 27,4 милиона УСД.
- У 2019. г. робна размена је износила 22,7 милиона долара (наш извоз 2,75 милиона, а увоз 20 милиона УСД).
- У 2018. години робна размена је износила је 20 милиона долара, од чега је извоз из Србије 1,08 милиона, а увоз 19 милиона УСД.[3][4]

### Дипломатски представници

#### У Манили
- Зоран Андрић, амбасадор, 1989—1991.
- Милош Бељић, амбасадор, 1984—1989.
- Јокаш Брајовић, амбасадор, 1977—1984.

#### У Београду
- Томас Сикија, амбасадор
- Леон Мариа Гуереро, амбасадор